# Fatti di Panicale
I fatti di Panicale avvennero il 15 luglio 1920 durante una manifestazione sindacale nel piccolo comune umbro, nel corso della quale i Reali Carabinieri uccisero sei civili e ne ferirono altri 14. La strage s'inserisce nella fase più acuta e drammatica del biennio rosso in Italia.

## Rivendicazionismo contadino
La rivendicazione contadina, appoggiata dai politici di orientamento socialista, era inizialmente indirizzata all'ottenimento di risultati parziali. In seguito era maturata l'aspirazione a un obiettivo più ambizioso, l'ottenimento di una revisione organica dei rapporti economici tra proprietari e lavoratori, attraverso l'adozione di un nuovo patto colonico.
La manifestazione del 15 luglio, fu preceduta, il giorno prima, da un lungo incontro in caserma con i rappresentanti dei proprietari terrieri. In rinforzo delle locali forze dell'ordine, era anche giunto in paese un plotone della Guardia Regia. Alla manifestazione del 15 luglio, alla quale era prevista la presenza dell'On. Francesco Ciccotti Scozzese, presero parte anche contadini provenienti dai vicini borghi di Piegaro e Paciano.
La serata del 15 luglio, il corteo di manifestanti sopraggiunse presso Porta Perugina. Qui si trovò la strada sbarrata da un plotone di carabinieri guidati da un brigadiere. Il sottufficiale intimò loro di consegnare i bastoni. Molti dei partecipanti, che erano contadini, portavano con loro dei bastoni da passeggio tipici della tradizione rurale umbra. Al rifiuto della maggior partecipanti di consegnarli, i carabinieri cercarono di arrestare qualche contadino: iniziarono dei tafferugli tra le due parti. Nei momenti successivi un carabiniere uccise uno dei manifestanti (Virgilio Piccioli) che aveva ferito il brigadiere. Pochi istanti dopo gli altri militari, messisi in posizione, con un ginocchio a terra, aprirono il fuoco uccidendo cinque manifestanti e ferendone quattordici. Alcune delle vittime erano ignari passanti e furono colpite nella piazza, cioè alle spalle del plotone, poiché erano entrate in paese attraverso l'altra porta. I carabinieri temendo un accerchiamento, aprirono il fuoco.

## Epilogo
Dopo l'eccidio, le forze dell'ordine motivarono l'azione con l'incapacità di sedare il comportamento di alcuni partecipanti, che si sarebbero rifiutati di deporre i bastoni di cui erano in possesso.

## Vittime
Il 15 luglio 1920 furono assassinati a Panicale:
- Roberto Barluzzi
- Lorenzo Cerboni
- Giuseppe Mariani
- Virgilio Olivi
- Virgilio Piccioli
- Giulia Tabarrini

## Omaggi
Nella piazza di Panicale è stata scoperta una lapide in ricordo delle vittime dell'eccidio.